# Pindo
Pindo (en griego: Πίνδος, en latín: Pindus, en arrumano: Pind o montes Pindo es una cordillera que se extiende por el Epiro en el norte de Grecia, el sureste de Albania y el sureste de Macedonia del Norte y tiene una longitud de ciento sesenta kilómetros de norte a sur. Tiene el mar Jónico al oeste y el Egeo al este y cruza el centro de Grecia. Geológicamente es una extensión de los Alpes Dináricos. La máxima elevación de esta cordillera es el monte Smolikas, que alcanza una cota de 2637m!

## Historia
Antiguamente constituía la frontera entre Tesalia y el Epiro y marcaba el límite de Atamania. La parte norte fue llamada Lacmón o Lacmos (Lacmus) y era el lugar de nacimiento de cinco de los principales ríos de Grecia: Haliacmón, Peneo, Aqueloo, Aracto y Aoós. La parte al sur de la anterior fue llamada Cercetión (latín Cercetium); la parte más al sur fue llamada Tinfresto (Tymphrestus, modernamentr Velúkhi) y estaba dividida en las cadenas de Otris y Eta. Más al sur se dividía en dos ramas que ya no estaban consideradas parte de las montañas Pindo.
Posesión romana y bizantina, en la Edad Media cayó en manos de los eslavos y búlgaros y después, en el 1205, del Despotado de Epiro, para acabar siendo finalmente posesión otomana. Pasó a Grecia en 1913, al final de la guerra de los Balcanes. En la Segunda Guerra Mundial en la región de las montañas Pindo se estableció el Principado del Pindo y Voivodía de Macedonia.

## Geografía

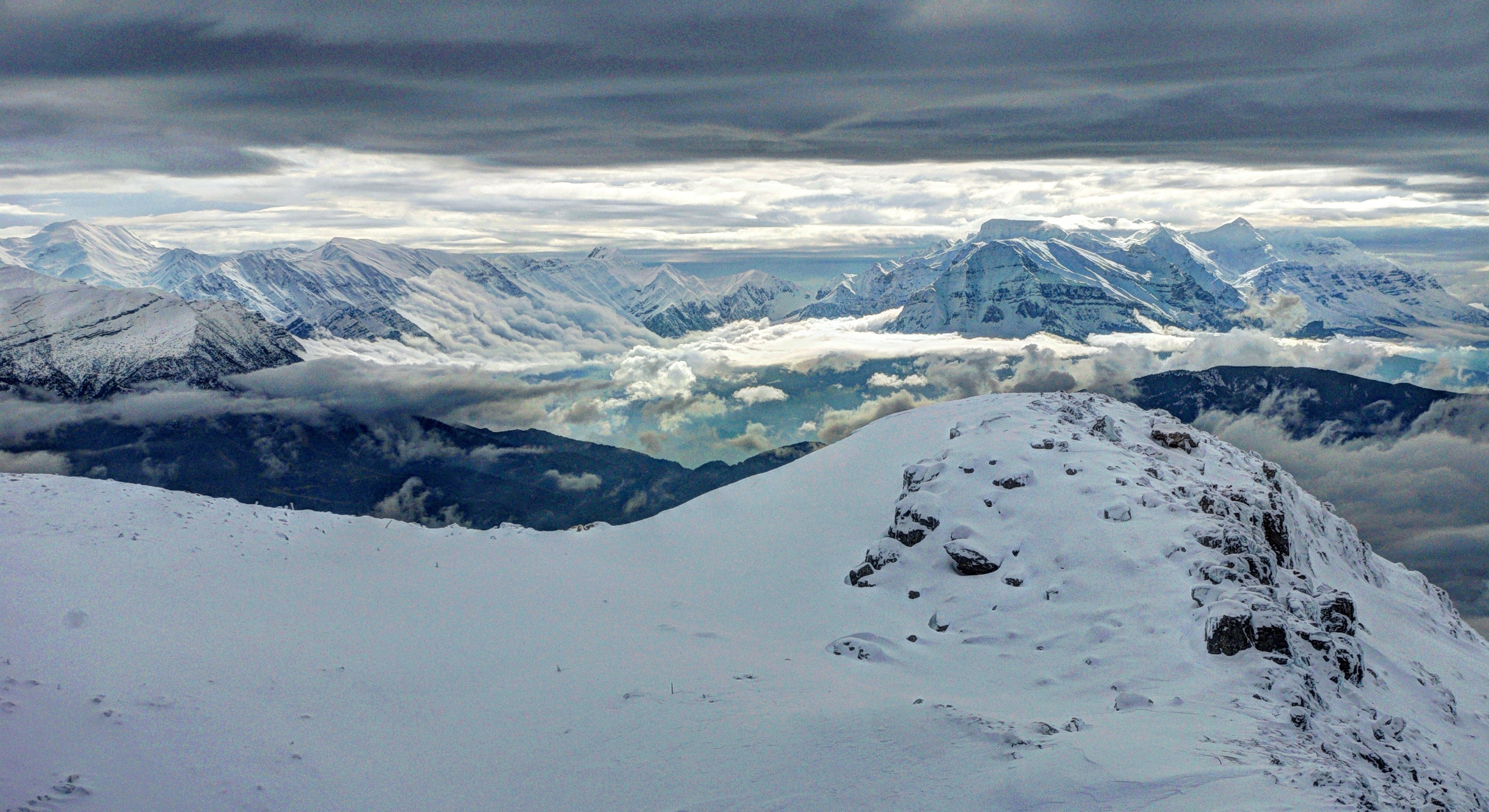
Vista desde la cima del monte Mitsikeli en el Pindo

Con 180 km de longitud, el macizo culmina a 2637 m en el Smólikas. Es parte del arco montañoso que comienza en los Alpes, se extiende después al este por los Alpes Dináricos, las montes Šar y luego continúa (después del Pindo) por el Parnaso y las montañas del Peloponeso, para tras atravesar las islas de Citera, Creta, Kárpatos y Rodas, terminar con el montes Tauro, ya en el Asia Menor.

### Principales montañas
Su pico más alto está en el monte Smolikas a una altitud de 2637 m y otras montañas más notables de la cordillera son el monte Grammos (2523 m), monte Vasilitsa, Tymfi o Gamila (2497 m), Vardousia ((2495 m), el Athamanika o montañas Tzoumerka (2429 m), el monte Timfristos (2315 m), el Lakmos o Peristeri (2295 m), y las montañas Agrafa (2315 m). Algunas montañas en el sur de Grecia también se consideran parte de la cordillera extendida del Pindo..